# Mendes (Brazilië)
Mendes is een gemeente in de Braziliaanse deelstaat Rio de Janeiro. De gemeente telt 24.880 inwoners (schatting 2009).